# 中吻海蜴魚
中吻海蜴魚（學名：Aldrovandia mediorostris），是輻鰭魚綱背棘魚目海蜥魚科的其中一種，分布於印度西太平洋區，包括阿拉伯海、印尼及菲律賓海域，深度800至1315公尺，本魚體細長如鰻魚且側扁，吻尖突出，口下位，尾巴細長，身體桃紅色到褐色, 頭部黑灰色或深灰色，吻黑色，魚鰭淡灰色，體長可達43公分，棲息在大陸棚及大陸坡，為深海魚類，屬肉食性，生活習性不明，無經濟價值。